# یواس‌اس استرایو (ای‌ام-۱۱۷)
یواس‌اس استرایو (ای‌ام-۱۱۷) (به انگلیسی: USS Strive (AM-117)) یک کشتی بود که طول آن ۲۲۱ فوت ۳ اینچ (۶۷٫۴۴ متر) بود. این کشتی در سال ۱۹۴۲ ساخته شد.